# Bazilika Santa Maria Gloriosa dei Frari
Santa Maria Gloriosa dei Frari, tudi Bazilika Frari ali kratko Frari, je cerkev v Benetkah v Italiji. Poleg Zanipolo ([Cerkev svetega Janeza in Pavla, Benetke|Santi Giovanni e Paolo]] največja in najpomembnejša gotska cerkvena arhitektura Benetk. Cerkev je posvečena Marijinemu vnebovzetju. Opremljena je s številnimi odličnimi umetniškimi deli, vključno z dvema glavnima Tizianovima deloma. Leta 1926 je prejela častni naziv papeške bazilike minor.
Tu je, v dveh nekdanjih cerkvenih samostanih od leta 1817, Državni arhiv Benetk.

## Arhitektura
Bazilika Frari je triladijska bazilika s stebri, z veliko prečno ladjo in skupino šestih majhnih in veliko osrednjo kapelo oziroma korom, ki so vse poligonalne oblike. Vse tri ladje imajo križnorebrast obok, dodatno okrepljen s horizontalnimi vezmi. Izjemno visok je enoladijski transept. Cerkev ima ohranjeno korno pregrado, ki opozarja na delitev cerkvenega prostora. Glavna apsida ima dvojni niz šilastih oken, ki so bila od prvotnih manjših, povečana v 16. stoletju.
Pročelje je precej preprosto a harmonično uravnoteženo, in se odlikuje z bogato stopničastim in bahavim zatrepom, ki z obliko spominja na orientalske zglede. Dekorativni elementi na zunanjosti kot so okvirji, okna Oeil-de-boeuf, frizi, okrašene kapi (gejzon) in visok tabernakelj na fasadi ter portal, so iz istrskega kamna, sicer gre za opečno gradnjo. Oboki so zmanjšali težo zaradi problematičnih temeljnih tal, trstika na kateri je omet, pa deluje kot kamniti obok. Stavba stoji, kot druge beneške stavbe, na lesenih pilotih.

## Zgodovina gradnje
Leta 1223 so se frančiškani naselili v obstoječih samostanskih stavbah na robu nekdanjega mesta. Tam so začeli leta 1250 z gradnjo cerkvice posvečene Mariji, ki je bila odprta leta 1280. Leta 1340 je bila ta cerkev, ki je kmalu postala premajhna zaradi velikega pritoka menihov, porušena, da bi naredili prostor za novo stavbo. Leta 1361 so odprli apsido in transept in začeli gradnjo zvonika, ki je bil končan leta 1396. Arhitekta zvonika sta bila Jacopo in Pierpaolo Celega.  Leta 1417 je bila končana kapela Corner, med letoma 1432-1434 kapela Emiliana in krstilnica, ki je bila uporabljena kot kapela ustanoviteljev, družine Emiliana. V sredini 15. stoletja je bila zgrajena zakristija. Leta 1468 končana cerkev ima še sedaj obstoječo korno pregrado, ki jo je izdelal Bartolomeo Buon. Lesen rezljan kor je bil končan okoli 1468. Proti koncu 15. stoletja je bila zaključena fasada. 19. maja 1518 je bila v glavni oltar postavljena Tizianova Marija vnebovzeta.

## Oprema

### Orgle
Že 1400 je bila cerkev Frari opremljena z orglami. Danes ima cerkev dvoje orgel iz 18. stoletja, ki se nahajata na dveh pevskih emporah. Orgle na levi je bila zgrajen leta 1732, delo beneškega izdelovalca orgel Giovanni Battista Piaggia. Povsem mehanski instrument je ohranjen v prvotnem stanju. Ima manual s pedalom brez registrov. Registri se nahajajo na obeh straneh v glasbeni mizi.  Orgle na desni so bile zgrajene v letih 1795-1796, delo Gaetana Callida. Povsem mehanski instrument ima manual in pedal.  V obsežni prenovi v drugi polovici 20. stoletja so bile orgle poenotene. Odlično stanje obeh instrumentov danes omogoča, da na njih izvajajo glasbo 16. in 17. stoletja za dvoje orgel.
Za glavnim oltarjem so velike orgle zgrajene leta 1927, delo Mascionija. Instrument ima na tri manuale in pedala ter 31 registrov. So elektro-pnevmatske.
- Tizianova oltarna slika: Marijino vnebovzetje
- Grobnica Seligena Pacifica
- Spomenik Antonio Canova, originalno oblikovan od Canove za Tizianovo grobnico
- Tizian: Marijino vnebovzetje
- Cerkev sv. Roka

### Grobnice
V cerkvi Frari so med drugimi grobnice naslednjih oseb:
- stenski grob frančiškanskega meniha Beato Pacifica, domnevnega arhitekt cerkve Frari, 1437
- mavzolej kiparja  Antonia Canove († 1822), zgrajen po svoji zasnovi njegovih učencev
- grobnica doža Francesca Dandole († 1339), kapiteljska dvorana samostana
- grobnica doža Francesca Foscarija († 1457), župnišče, delo Antonia Paola Bregna
- častni spomenik generalu Girolamo Garzoniju († 1688), iz leta 1700, nad glavnim portalom
- stenski grob Jacopo Marcello Pietro Lombarda in njegovi delavnici, transept
- Claudio Monteverdi († 1643), talni grob - grobna plošča, kapela Milanesi
- grobnica Alvise Pasqualino († 1528), prokurist, pripisan Andreu Bregnu, poleg glavnega vhoda
- grobnica admirala Benedetto Pesara († 1503), desna stranska ladja
- grobnica doža Giovannija Pesara († 1659), ki temelji na načrtih Baldassare Longhena, kipi delo Melchiorja Barthela
- grobnica naslovnega škofa in poveljnika ladjevja Jacopa Pesara († 1547) glavna ladja
- grobnica kondotjera Paolo Savellija († 1405), prvi konjeniški spomenik
- grobnica generala Melchiorre Trevisana († 1500), delo Lorenzo Bregno
- grobnica doža Niccolò Trona († 1473), v prezbiteriju, delo Antonio Rizzo
- spomenik Tizianu, podaril ga je cesar Ferdinand I. Avstrijski, delo dveh Canovovih študentov 1838-1852

### Slike in kipi
- Giambattista Pittoni: Desert Agar, ki ga je ojačil angel, zakristija, XVIII
- Giovanni Bellini: triptih, 1488 Pesaro kor
- Giovanni Bellini: Marija in otrok s svetim Nikolajem, Petrom, Markom in Benediktom, zakristija
- Girolamo Campagna: Kipi svetnikov Agnes in sv. Antona Padovanskega, glavna ladja
- Donatello: Janez Krstnik, kip
- Giuseppe Salviati: Predstavitev v templju, 1560, oltarna slika
- Sansovino: Sv. Janez Krstnik, kip pred kapelo Corner
- Tizian: Marija hiše Pesaro, 1519-1527, oltarna slika, severna stena ladje, kapela Pesaro
- Tizian: Marijino vnebovzetje 1518

"Marijino vnebovzetje" je Tizian naslikal posebej za ta prostor in je bila leta 1518 nameščena na glavnem oltarju. Slika ima velikost 668 x 344 cm, kot je bilo v navadi, je bila naslikana v olju na les. Tizian je tudi pokopan v tej cerkvi, na kar spominja bogato okrašen grob. Ko je Richard Wagner videl Tizianovo sliko leta 1861 v Accademia, kjer je bila nameščena med letoma 1817-1921, dokler je spet niso preselili nazaj v cerkev, je ob pogledu nanjo dobil navdih za svoje Mojstre pevce Nürnberške.
- Paolo Veneziano: Votivna slika doža Francesca Dandola in dogaressa Isabetta Contarini s svojim zavetnikom, sv. Frančiškom in sv. Elizabeto, 1339, kapiteljska dvorana
- Alessandro Vittoria: Vstali Kristus, kip
- Alessandro Vittoria: Sv. Jerome, kip.
- Alvise Vivarini: Sv. Avgust in drugi svetniki, severna kapela v transeptu
- Bartolomeo Vivarini: Sv. Marko, oltarna slika, kapela Corner
- Bartolomeo Vivarini: Marija in otrok s svetniki, oltar, južna kapela v transeptu

## Šola sv. Roka
Neposredno poleg cerkve Frari stojita cerkev in šola sv. Roka (Scuola di San Rocco). Obiskovala sta jo Tizian in njegov največji konkurent Tintoretto. Obe stavbi sta bili zgrajeni pred 1515 in danes kažeta na ozkem prostoru šarmantno arhitekturno enotnost. Mogočna stavba šole je bila končana leta 1549. Zelo spominja na zmagovit značaj antične rimske arhitekture. Močni stebri, pilastri in zidci se dvigajo od tal, tako imenovana "Codussi okna" in v zgornji dolgi vrsti dvojna okna s trikotnimi zatrepi imajo močno funkcijo. Codussi okna so tipično beneška kombinacija tradicionalne obokane oblike in renesančnega ideala pravokotnega okenskega okvirja.
Izraz "šola", v Benetkah jih je več, je zavajajoča. Ni šola v sodobnem pomenu besede, ampak cehovska stavba. Izvira iz 13. stoletja iz beneških dobrodelnih bratovščin, ki so se organizirale v različnih družbenih in političnih zadevah. Največja med njimi, imenovana šest Scuole Grandi, je gradila svoje palače, te iste scuole - delno namensko zastopale in delno kot socialna institucija. V Benetkah cehi niso bili pomemben politični organ, kot v drugih italijanskih mestnih državicah v 13. in 14. stoletju. Vendar pa je ena delovala na področju umetnosti. 
V pritličju je običajno velika dvorana za verske obrede. V zgornjem nadstropju so potekala srečanja. V Scuola di San Rocco je posegla tudi kuga. Konec je dočakala v letih 1575-1576. Takšna Scuola je bila statusni simbol tega bratstva in ga tudi predstavljala. Bratovščina sv. Roka ima tukaj svoj sedež še danes in še vedno ima edinstveno zbirko 56 velikih oljnih slik, ki jih Tintoretto med letoma 1564-1577 poslikal za njih.